# 詹姆森角
63°17′40″S 62°15′44″W / 63.29444°S 62.26222°W

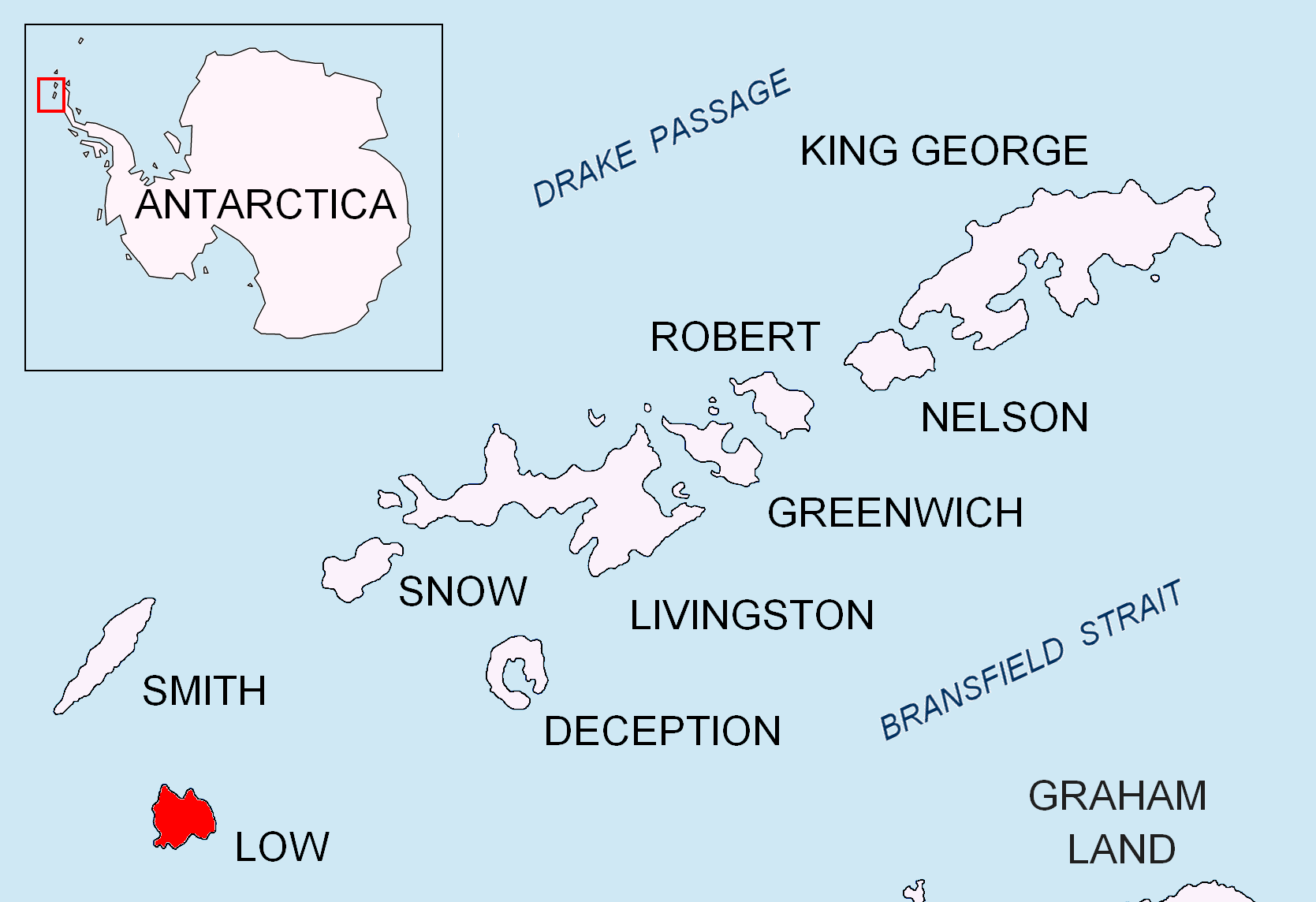

詹姆森角（Jameson Point），是南極洲的海岬，位於維多利亞地的洛島西部，處於加里角以北6.3公里，由法國探險隊繪入地圖，被國際鳥盟列為重點鳥區，是約25,000雙南極企鵝的棲息地，現時由南極條約體系管理。